# Dryas henricae
Dryas henricae är en rosväxtart som beskrevs av Sergei Vasilievich Juzepczuk. Dryas henricae ingår i Fjällsippssläktet som ingår i familjen rosväxter. Inga underarter finns listade i Catalogue of Life.